# کراتان سولفات

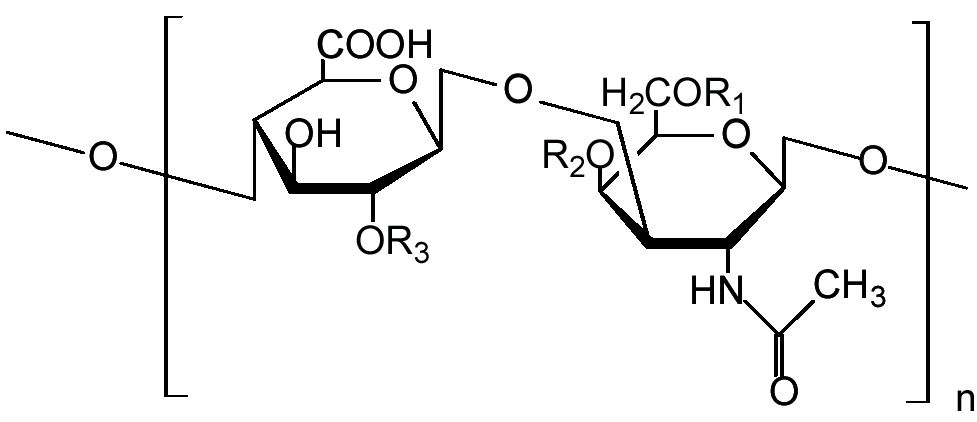
Chemical structure of one unit in a chondroitin sulfate chain. Chondroitin-4-sulfate: R_{1} = H; R_{2} = SO_{3}H; R_{3} = H. Chondroitin-6-sulfate: R_{1} = SO_{3}H; R_{2}, R_{3} = H.

کراتان سولفات (به انگلیسی: Keratan sulfate) یک گلیکوزآمینوگلیکان سولفاته مهم است که در بافت همبندی بدن به ویژه در قرنیه ، غضروف و استخوان وجود دارد و باعث استحکام آن میشود. این گلیکوزآمین در بافت عصبی سیستم عصبی نیز به دنبال آسیب تولید میشود (در بافت گلیال) و در ناخن و شاخ هم دیده می شود.